# Fórmula 7
Fórmula 7 foi um grupo do final da década de 1960, do Rio de Janeiro.

## História
O Fórmula 7 foi um dos grupos musicais do Rio de Janeiro, ativo entre 1965 e 1968. Formado por músicos de jazz, seus integrantes foram Márcio Montarroyos, Helio Delmiro, Luizão Maia e Hugo Bellard.
Na formação inicial, ainda tinha Claudio Caribé, bateria, Sergio Herval, trompete, o saxofonista Gérson Ferreira, o tecladista Helio Celso e o trombonista e maestro Nelsinho, o grupo se especializou em tocar no estilo Tijuana Brass, que fazia enorme sucesso nos Estados Unidos.

## Soul Music
Com o tempo a formação mudou. Hugo Bellard, hoje maestro, entrou nos teclados. Pedrinho entrou na bateria. E a formação diminuiu para apenas 2 trompetes, passando a tocar mais no estilo Soul Music, agregando um cantor.
Nesse momento a formação era Marcio Montarroys, trompete, Sergio Herval, trompete, Hugo Bellard, teclado, Gerson King Combo ou Betinho, cantores, Luizão Maia, baixo, Pedrinho, bateriae João Luis, guitarra.
As apresentações do Fórmula 7 eram para público jovem sofisticado de Zona Sul do Rio de Janeiro, embora fossem bastantes conhecidos também em apresentações na Zona Norte. No repertorio, Stevie Wonder, O.C.Smith, James Brown, Kool & The Gang, The Beatles e o que estivesse na parada americana, tudo com uma roupagem própria. Era comum ver músicos de outros conjuntos terminarem seus shows e irem para os eventos do Fórmula 7, tal a qualidade de seus músicos.
O Fórmula 7 gravou 3 álbuns para a EMI-Odeon.